# Jigme Dorji Wangchuck
Jigme Dorji Wangchuck (Thimbu, 2 de Maio de 1929 - Nairóbi, 21 de Julho de 1972) foi um marajá do Reino do Butão, reinou de 24 de Março de 1952 até 24 de Julho de 1972. Seu reinado foi marcado pela abertura política do Butão ao mundo e pelos primeiros passos para a democratização. Foi antecedido no trono por Jigme Wangchuck e foi seguido no trono pelo rei Jigme Singye Wangchuck da Dinastia Wangchuck.